# Balneário Arroio do Silva
Balneário Arroio do Silva este un oraș în Santa Catarina (SC), Brazilia.